# São José da Lagoa Tapada
São José da Lagoa Tapada là một đô thị thuộc bang Paraíba, Brasil. Đô thị này có diện tích 304,419 km², dân số năm 2007 là 6840 người, mật độ 22,5 người/km².